# New Wave of American Heavy Metal
New Wave of American Heavy Metal, kurz NWOAHM, bezeichnet eine Musikströmung des Metal, die ihren Ursprung in den USA der frühen bis mittleren 1990er Jahre hat und ihren Höhepunkt in den 2000er Jahren erreichte. Einige Bands dieser Bewegung formierten sich bereits Ende der 1980er Jahre, gelangten jedoch erst später zu einer gewissen Popularität. Die Bezeichnung selbst leitet sich von der New Wave of British Heavy Metal ab, deren Ursprung auf das Jahr 1979 zurückgeht.

## Definition
Aufgrund der immer größer werdenden Zahl an Bands, die medial in die Kategorie NWOAHM gestellt werden, ist eine klare Definition bisweilen nicht möglich. Ein Definitionsversuch des langjährigen Metal-Autors Garry Sharpe-Young beschreibt die NWOAHM als „marriage of European-style riffing and throaty vocals“ („Verbindung europäischer Riffs mit kehligem Gesang“). Einigen Bands dieser Bewegung wird zugeschrieben, den Heavy Metal wieder mainstreamtauglich gemacht zu haben.

## Geschichte

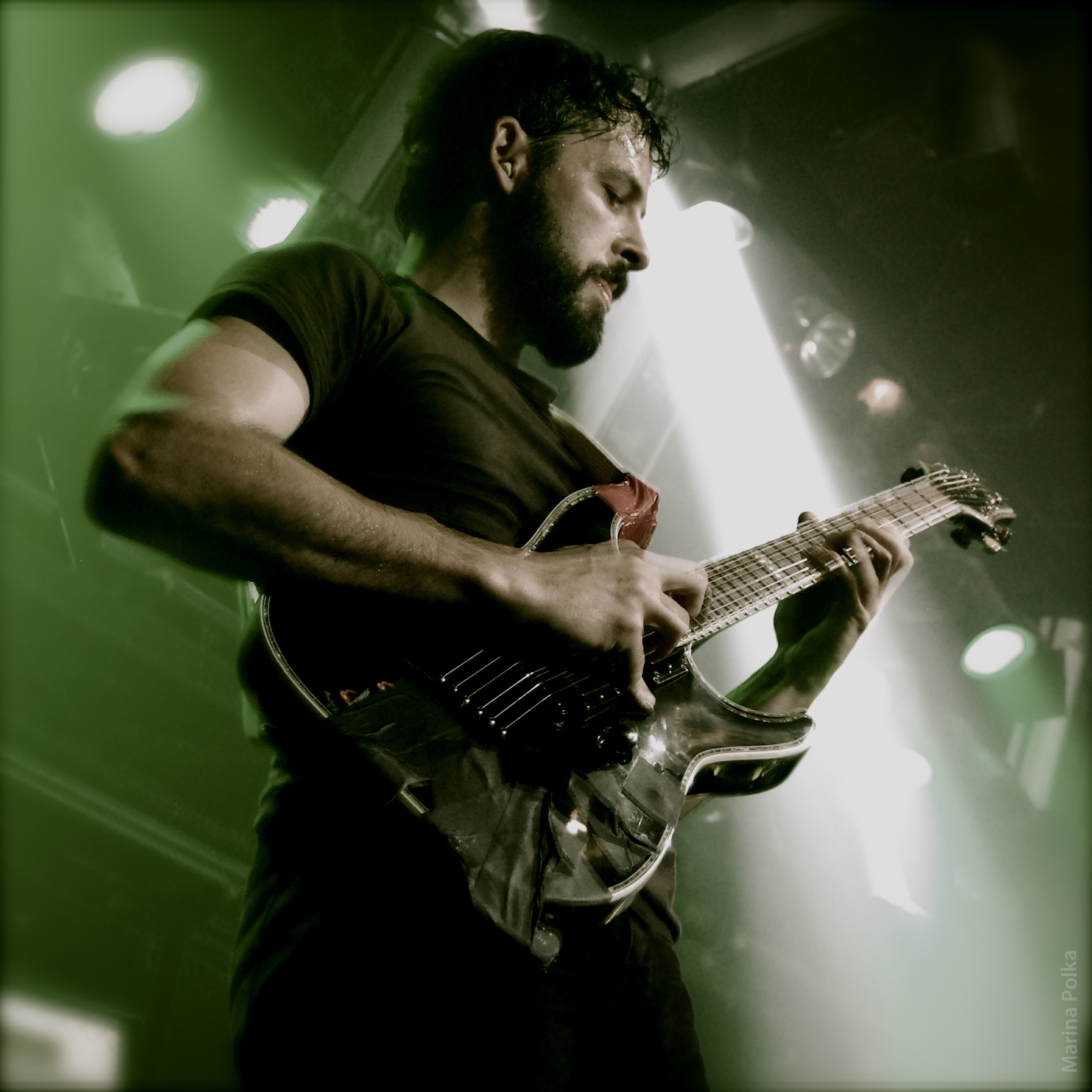
Gitarrist Ben Weinman von der Band Dillinger Escape Plan

Die New Wave of American Heavy Metal hat ihren Ursprung in einer Gruppe von Post-Grunge-Bands aus den 90ern, die Heavy Metal „zurück zu seiner Kern-Brutalität“ gebracht und sich anstelle von traditionellen Blues-Schemen an Thrash Metal und Punkrock orientiert haben. Joel McIver gesteht in seinem Buch „Nu-Metal: The Next Generation of Rock & Punk“ Korn die Rolle zu, die NWOAHM gestartet zu haben. Der Aufstieg der Musikströmung in den 2000er Jahren geht ebenfalls auf Korn und die Sättigung an Nu-Metal-Acts in diesem Zeitraum zurück.
Andere Wurzeln werden Bands wie Pantera, Biohazard, Slipknot oder Machine Head attestiert. Die NWOAHM umfasst eine große Zahl an Stilen, darunter Alternative Metal, Groove Metal, Industrial Metal, Melodic Death Metal, Metalcore, Progressive Metal, Sludge Metal, Southern Metal und Stoner Metal.
Die Produzenten des Dokumentarfilms Metal – A Headbanger’s Journey aus dem Jahr 2005 beschrieben die NWOAHM folgendermaßen:
“In essence, NWOAHM can embody the seething aggression of the 'hardcore' hormone, but play a type of acrobatic, precise, technical thrash/death metal synthesis regularly touched by the melody of traditional metal, but often just briefly. Vocally, these bands huddle around Pantera-derived roar, leaning toward a death metal bark, but often with 'clean' or 'sung' vocals as ear candy, sometimes from a member of the band who is not the front man.”
„NWOAHM kann in seinem Wesen die brodelnde Aggression des 'Hardcore'-Hormons verkörpern, spielt aber eine Art akrobatische, präzise und technische Thrash-/Death Metal-Synthese, die regelmäßig von traditionellen Metal-Melodien tangiert wird, oft jedoch nur kurz. Gesangstechnisch bewegen sich diese Bands von Pantera-Schreien in Richtung Death Metal-Gebell, bieten oft aber auch 'reine' oder 'gesungene' Stimmen, manchmal von einem Bandmitglied, das nicht der Frontmann ist.“
Als „Leaders of the Pack“ führten die Filmmacher zudem Unearth, Shadows Fall und Lamb of God an.
In seinem Buch New Wave of American Heavy Metal nennt Garry Sharpe-Young Pantera, Biohazard und Machine Head als „jene Bands, die das Metal-Genre nach dem Grunge in neue Territorien brachten.“ Von da an sei die NWOAHM „sehr diversifiziert und umfasst ein Spektrum von Melodic Death Metal bis Progressive Metal sowie alles zwischendrin.“ Sharpe-Young listet das breite Spektrum an Stilen der Bewegung von der Christian Metalcore-Szene über den 70er-Progressive Rock von Coheed and Cambria bis hin zu Screamo und „Sub-Gothique“ Emocore von Bands wie Alkaline Trio und My Chemical Romance. Spielarten wie Hardcore Punk oder Metalcore, die der NWOAHM um beinahe 20 Jahre vorausgehen, finden sich ebenso in der Bewegung.

## Liste von Bands
| - The Acacia Strain - The Agony Scene - A Life Once Lost - All That Remains - As I Lay Dying - Atreyu - Avenged Sevenfold - Becoming the Archetype - Between the Buried and Me - Biohazard - The Black Dahlia Murder - Black Label Society - Bleeding Through - Bury Your Dead | - Byzantine - Carnifex - Cave In - Chimaira - Coalesce - Converge - Crowbar - Damageplan - Darkest Hour - Down - Demon Hunter - DevilDriver - Disturbed - The Dillinger Escape Plan | - Eighteen Visions - Five Finger Death Punch - God Forbid - Hatebreed - Korn - Killswitch Engage - Lamb of God - Machine Head - Mastodon - Misery Signals - Most Precious Blood - Norma Jean - Pantera - The Red Chord | - Remembering Never - Shadows Fall - Slipknot - Still Remains - Suicide Silence - Superjoint - Terror - Throwdown - Trivium - Unearth - Zao |